# فتح (سوره)
سوره فتح سوره ۴۸ام از قرآن است، ۲۹ آیه دارد، و سوره‌ای مدنی است. این سوره از نظر زمانی به زمان پس از صلح حدیبیه مربوط است؛ زمانی که پیامبر اسلام قصد حج عمره کرد ولی اهالی مکه مانع از ورود او و همراهانش به مسجد الحرام شدند و با محمد پیمان صلح بستند. درحالی که مسلمانان غمگین بودند در راه بازگشت پیامبر اسلام چهره‌اش شاد شد و گفت: «هم‌اکنون سورهٔ فتح بر من نازل شد». این سوره چنان‌که از نام آن پیدا است، خبر فتح و پیروزی را برای مسلمانان دارد
 إِنَّا فَتَحۡنَا لَكَ فَتۡحࣰا مُّبِينࣰا   (ترجمه: ما تو را پیروزی بخشیدیم [چه] پیروزی درخشانی!)
سوره با نوید پیروزی آغاز می‌گردد و بر محقق‌شدن خواب پیامبر اسلام در مورد ورود به مسجدالحرام بشارت می‌دهد. سپس به مسائل مربوط به صلح حدیبیه و بیعت رضوان می‌پردازد و از مقام پیامبر اسلام و کارشکنی‌های منافقان سخن می‌گوید و کسانی را که می‌توانند در جهاد شرکت نکنند را معرفی می‌کند. سرانجام در مورد ویژگی‌های پیروان پیامبر اسلام بحث می‌کند.

## مفهوم کلی
- امیدآفرینی با یادآوری فتح مکه

- جداسازى مرز مؤمنان و كافران و منافقان

- گزارش صلح حدیبیّه و بیعت رضوان[۳]

## علت نامگذاری
تنها نام این سوره «فتح» است که از آیه اول آن گرفته شده است. در این آیه از پیروزی پیامبر اسلام در بستن قرارداد صلح حدیبیّه سخن به میان آمده است.

## نزول

### محل نزول
سوره فتح در مدینه بر پیامبر اسلام نازل شده است.

### زمان نزول
تاریخ نزول سوره فتح در سال هشتم هجری مابین صلح حدیبیه و جنگ تبوک است و سوره در راه، موقع برگشتن از  حدیبیه نازل شده است و بعد از سوره صف (و به قولی جمعه و به قولی ممتحنه) نازل شده است.

### فضای نزول
پیامبر اسلام در سال ششم هجرت تصمیم گرفت که به اتفاق مهاجرین و انصار و سایر مسلمانان به عنوان مراسم عمره به سوی مکه حرکت کند، و قبلا به مسلمانان اطلاع داده بود که من در خواب دیدم همراه یارانم وارد مسجدالحرام شده‌ایم و مشغول مناسک عمره هستیم.
مسلمانان در ذوالحلیفه نزدیک مدینه احرام بستند و با تعداد زیادی شتر برای قربانی حرکت کردند. وضع حرکت پیامبر به خوبی نشان می‌داد که هدفی جز انجام این عبادت بزرگ ندارد. تا اینکه پیامبر وارد سرزمین حدیبیه شد. (حدیبیه قریه‌ای در نزدیکی مکه بود که حدود بیست کیلومتر تا مکه فاصله داشت)
ولی در اینجا قریش باخبر شدند و راه را بر پیغمبر بستند، و از ورود او به مکه مانع شدند و در واقع تمام سنت‌هایی را که در زمینه امنیت زائران خانه خدا در ماه حرام داشتند زیر پا گذاردند، چرا که آنها معتقد بودند در ماه‌های حرام (از جمله ماه ذی‌القعده كه پیامبر در آن ماه قصد عمره داشت) و مخصوصا در حال احرام نباید مانع هیچكس شوند، حتى اگر کسی قاتل پدر خویش را در این ایام و در این مراسم می دیدند ابدا متعرض او نمى‌شدند.

در اینجا ماجراى مفصلى پیش آمد كه به عقد قرارداد صلحى میان پیامبر و مشركان مكه به نام صلح حدیبیه منتهى شد ولى به هر صورت آن سال مانع ورود پیامبر به مکه شدند، ناچار پیامبر به یارانش دستور داد که شترهای خود را در همانجا قربانی کنند، سرهای خود را بتراشند واز احرام بیرون آیند، و به سوی مدینه باز گردند. در اینجا طوفانی از غم و اندوه مسلمانان را فرا گرفت، و انبوهی از ناراحتی‌ها و گاه شک و تردید بر افراد ضعیف الإیمان غالب شد. موقعى كه پیامبر از حدیبیه به سوى مدینه می‌آمد مركبش سنگین شد و از حركت باز ایستاد، و در همین حال چهره مبارکش غرق سرور و شادمانی بی سابقه‌ای گشت و فرمود: «هم اكنون آیات سوره فتح بر من نازل شد»

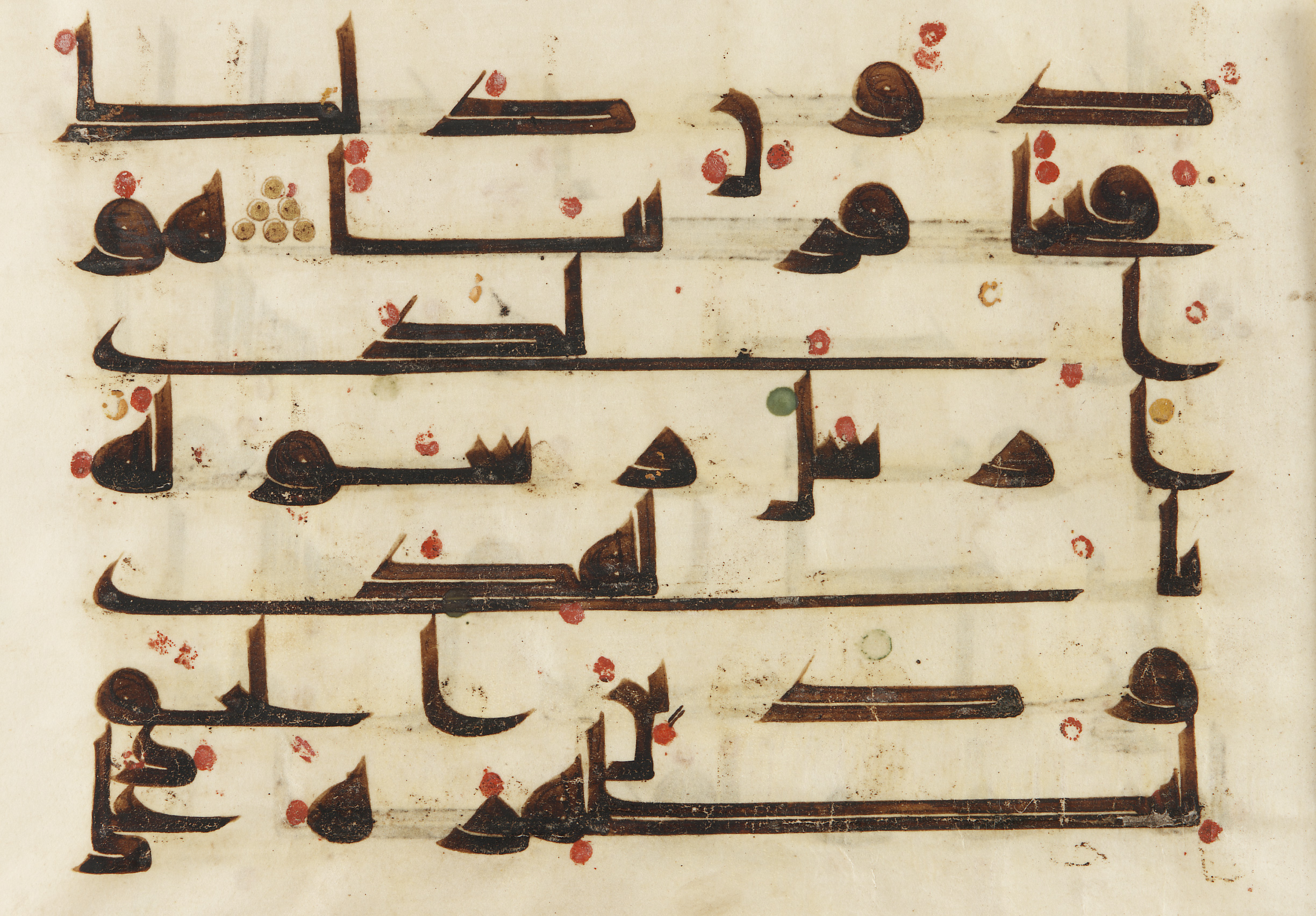
خط کوفی نام خطی از خطوط اسلامی است که منسوب به شهر کوفه بوده و گفته می‌شود که در آنجا شکل گرفته و توسعه یافته‌است. نخستین نسخه‌های قرآن با این خط نوشته می‌شد. نگاره بالا آیه‌هایی از سوره فتح را که در دوران عباسیان و به خط کوفی خوشنویسی شده‌است، نشان می‌دهد. این اثر هنری مربوط به قرون هشتم و نهم میلادی است.